# Єже (Любуське воєводство)
Єже (пол. Jeże, нім. Giesen) — село в Польщі, у гміні Боґданець Ґожовського повіту Любуського воєводства.
Населення — 70 осіб (2011).

## Демографія
Демографічна структура станом на 31 березня 2011 року:
|          | Загалом | Допрацездатний вік | Працездатний вік | Постпрацездатний вік |
| -------- | ------- | ------------------ | ---------------- | -------------------- |
| Чоловіки | 34      | 11                 | 21               | 2                    |
| Жінки    | 36      | 9                  | 21               | 6                    |
| Разом    | 70      | 20                 | 42               | 8                    |